# 2005年民主党代表選挙
2005年民主党代表選挙（2005ねんみんしゅとうだいひょうせんきょ）は、郵政解散により行われた総選挙での敗北の責任を取り辞任した岡田克也前代表の後任を決めるため、2005年（平成17年）9月17日に両院議員総会において行われた民主党代表を選任する選挙である。

## 概説
2005年9月11日の第44回衆議院議員総選挙で民主党は議席を「177」から「113」に減らし、9月12日、党代表の岡田は引責辞任を表明。
前原誠司が出馬表明したあと、9月16日に菅直人が出馬表明した。同日午後、小沢一郎は記者会見で「総選挙の敗北の一端を感じねばならない立場だ。立候補しない」と表明した。 
小沢グループは自主投票を決めた。横路孝弘ら旧社会党グループは菅に一致して投票する方針を決めた。鳩山由紀夫元代表のグループは自主投票を決めたが、鳩山自身は菅支持を明言した。 
2005年9月17日に告示され、午前10時までに立候補受付は締め切られた。同日、投開票。前原が2票差で菅を破り、新代表として選出された。

## 党代表選データ

### 日程
- 9月12日 - 岡田克也代表が衆院選大敗の責任をとり辞任を表明[1]。
- 9月13日 - 新代表の選出について9月17日に両院議員総会により選出することを決定。
- 9月17日 - 立候補受付・両院議員総会（投開票）。

### 推薦人
衆参別五十音順
| 候補者   | 推薦人 |
| -------- | --- |
| 菅直人   | 岩國哲人、大畠章宏、川内博史、郡和子、古賀一成、近藤昭一、末松義規、津村啓介、寺田学、西村智奈美、山田正彦、柚木道義、神本美恵子、喜納昌吉、千葉景子、白眞勲、藤末健三、前川清成、平野達男、円より子 |
| 前原誠司 | 安住淳、泉健太、小宮山洋子、近藤洋介、武正公一、中川正春、長島昭久、野田佳彦、伴野豊、藤村修、古川元久、松本剛明、馬淵澄夫、渡辺周、榛葉賀津也、鈴木寛、広中和歌子、松井孝治、蓮舫、若林秀樹         |

## 選挙の結果
|          | 得票数 |
| -------- | ------ |
| 前原誠司 | 96票   |
| 菅直人   | 94票   |

（無効：2）

## 選挙情勢の推移
「刷新」か「安定感」かが焦点となり、「しがらみとの決別」を訴える前原と自民党との対立軸を強調する菅の一騎打ちとなった。当初は旧社会党グループをはじめ複数のグループから様々な形での支持を受ける菅が優勢との見方があった。しかし解党的出直しを求める若手からは「もはや菅は過去の人。国民にあきられている」との声や、労組などに配慮した政策の曖昧さが総選挙での敗因との指摘を受け、二大政党としては異例の若さである前原が僅差ながら菅を破り新代表に選出された。